# Joran: The Princess of Snow and Blood
Joran: The Princess of Snow and Blood (擾乱 Jōran?) es una serie de anime original de televisión animado por Tatsunoko Production (bajo su sello Bakken Record) y producido por Bushiroad.
Basada en la película de 1973, Lady Snowblood, en sí es una adaptación de la serie de manga del mismo nombre de Kazuo Koike y Kazuo Kamimura. La serie se emitió de abril a junio de 2021.

## Personajes
Sawa Yukimura (雪村 咲羽 Yukimura Sawa?)
 Seiyū: Suzuko Mimori
En público, Sawa es una chica de 18 años que dirige la librería Morning Dew usada y cuida de una niña huérfana, Asahi Nakamura. Su verdadero nombre es Sawa Karasumori y es una Cambiante de sangre azul que puede transformarse parcialmente en un cuervo blanco. Su familia fue asesinada cuando ella era una niña y Jin Kuzuhara la encontró mientras enterraba a su familia. Él la entrenó para ser una ejecutora de Nue a cambio de darle la habilidad de vengarse. Su arma es una espada escondida en una sombrilla. Tras enterarse de que Jin fue el que asesinó a todo el clan, Sawa lo confronta, solo para enterarse de que el shogun fue el que ordenó la masacre. Después de la muerte de Jin tras haber asesinado al shogun, Sawa es apuñalada fatalmente en la espalda por Rinko, quien estaba oculta entre la multitud. Sawa regresa a su casa para reunirse con Asahi por última vez antes de morir a causa de la herida.
Makoto Tsukishiro (月城 真琴 Tsukishiro Makoto?)
 Seiyū: Shouta Aoi
Una intérprete de bandoneón de pelo corto que se viste de hombre. Ella es la verdugo de Nue, pero de hecho trabaja para Janome. Su arma es una espada electrónica. Fue la primera en enterarse de que Jin mató a la familia de Sawa. Ella admiraba a Sawa por ser una asesina, pero queda decepcionada al saber que ella ya no quiere seguir matando, por lo que Makoto "asesina" a Asahi. Es herida fatalmente por Sawa y asesinada por un Jin transformado en Changeling.
Elena Hanakaze (花風 エレーナ Hanakaze Erena?)
 Seiyū: Raychell
Una novelista rubia y trabajadora sexual que habla inglés. Ella es secretamente una verdugo de Nue. Sus armas son un paraguas que dispara flechas y un látigo. Al enterarse de que está embarazada, le revela a Sawa que se le ha concedido una liberación del servicio de Nue y una nueva identidad para que pueda procrear al bebé, junto al escritor fantasma, quien está enamorado de ella. Al día siguiente, Elena es aparentemente encontrada muerta a causa de un incendio junto con el escritor por Sawa, quien cree que el incidente fue obra de Nue. Sin embargo, se revela que estaba viva, ya que Jin la ayudó a esconderse. Más adelante da a luz a su bebé, quien le da el nombre de Satsuki.
Asahi Nakamura (中村 浅陽 Nakamura Asahi?)
 Seiyū: Ayasa Itō
Una niña que Sawa acogió durante una misión para Nue. Asahi está en conflicto con sus sentimientos hacia Sawa, quien la trata como a una hermana menor, pero también es responsable de matar a sus padres. Después de que Sawa cumpliera su venganza y no queriendo seguir matando personas, Asahi la lleva lejos hacia Asakura para iniciar una nueva vida. Es asesinada aparentemente por Makoto, quien la consideraba un estorbo para Sawa. Sin embargo se revela que sobrevivió, ya que fue rescatada por Jin realizando una transfusión de sangre de Sawa. Varios años después de la muerte de Sawa, Asahi ahora con diecisiete años es la actual propietaria de la librería y la heredera del Cambiante del cuervo blanco.
Jin Kuzuhara (葛原 仁 Kuzuhara Jin?)
 Seiyū: Chikahiro Kobayashi
El líder de Nue y protector dedicado del shogun. Encontró a Sawa mientras enterraba a su familia y la entrenó para ser una verdugo de Nue. Su verdadero nombre es Iori Makabe y tiene a Sawa en alta estima a pesar de sus problemas. En el pasado fue sujeto de experimentos por parte de Janome y es el responsable de asesinar a la familia de Sawa y al resto del clan, ya que ellos se negaron a servir al shogun. Tras decirle la verdad a Sawa, Jin decide asesinar al shogun para expiar sus pecados y muere en el posterior incendio del palacio.
Janome (蛇埜目 Janome?)
 Seiyū: Chikahiro Kobayashi
Es el líder de Kuchinawa, un grupo opuesto al gobierno de Tokugawa Yoshinobu, el shogun. Una vez trabajó para el shogun realizando experimentos inhumanos, incluso consigo mismo, para crear super seres. Descubrió que el clan Karasumori poseía la rara sangre azul que le permitió convertirse en Changelings. Después de que Jin asesinara a todo el clan, Janome encontró al hermano de Sawa con vida y se lo llevó para experimentarlo. Ahora está involucrado en el intento de crear Changelings artificiales. Secuestró a Asahi para atraer a Sawa con el fin de extraer su sangre para perfeccionar sus experimentos Changelings. Finalmente, tras una dura batalla, Janome es asesinado por Sawa, partiéndolo en dos.
Kyōko Shimozono (下薗 恭子 Shimozono Kyōko?)
 Seiyū: Maho Tomita
Era una mujer que trabajaba de tesorera y madre de un niño de cinco años. Sawa y Elena reciben la misión de escoltarla fuera de Tokio, ya que sujetos desconocidos iban tras ella. Durante el escape, Kyōko le revela a Sawa que tiene memoria fotográfica, por lo que conoce varios secretos del gobierno, e incluso sabe mucho del pasado de Sawa. Ésta le pide la información a cambio de llevarla a ella y a su hijo a un lugar seguro. Pero al llegar al punto de encuentro, Kyōko es apuñalada por Elena, revelándole antes de morir que su hijo ya estaba muerto. Al día siguiente Sawa se entera de que el shogun había ordenado secretamente su asesinato. Sin embargo, se revela que antes de su encuentro con Sawa y Elena, Kyōko le entregó un mapa a Makoto que indicaba la ubicación de un libro que contiene lo principal para derrocar al gobierno.
Rinko
 Seiyū: Atsumi Tanezaki
Una joven y verdugo de Nue que no tiene conocimiento de su pasado ni de su identidad original. Se sometió a una dolorosa cirugía para que le insertaran 40 bandas de oronio metálico en el cuerpo con las que puede crear armas afiladas. Ella recibió la orden de vigilar a Sawa por parte de Jin. Ella es una bebedora empedernida, pero es una borracha funcional y todavía puede operar bajo la influencia del alcohol. Recibe la orden directa del shogun de capturar a Sawa para extraerle la sangre, pero es derrotada por ésta. Tras la muerte del shogun, Rinko quien estaba escondida entre la multitud, apuñala a Sawa por la espalda en venganza por haberla derrotado.

## Producción y lanzamiento
El 9 de febrero de 2020, Bushiroad anunció la serie de televisión original de anime en una conferencia de prensa. La serie está animada por Bakken Record y dirigida por Susumu Kudo. Rika Nezu y Kunihiko Okada están escribiendo los guiones de la serie, Kano Komiyama está diseñando los personajes y Michiru está componiendo la música de la serie. Se estrenó el 6 de abril de 2021 en NTV y otros canales. Raise A Suilen interpreta el tema de apertura "Exist" y el tema de cierre "Embrace of Light". Crunchyroll ha licenciado esta serie para su lanzamiento fuera de Asia. Medialink ha licenciado la serie en el sudeste asiático y el sur de Asia, Aniplus Asia también lanzará la serie en el sudeste asiático.

## Episodios
| N.º | Título | Dirigido por                       | Escrito por    | Fecha de emisión original |
| --- | --- | ---------------------------------- | -------------- | ------------------------- |
| 1   | «Archivo confidencial 101: La flor azul de la muerte» Transcripción: «Kimitsu Jikō Ichi Maru Ichi Aoki Shura no Hana» (en japonés: 機密事項一〇一 アオキシュラノハナ)                                  | Susumu Kudō                        | Rika Nezu      | 6 de abril de 2021        |
| 2   | «Archivo confidencial 033: Guardiana de la bóveda» Transcripción: «Kimitsu Jikō Maru San San Kinko-ban» (en japonés: 機密事項〇三三 キンコバン)                                                        | Ken Hagiwara                       | Kunihiko Okada | 13 de abril de 2021       |
| 3   | «Archivo confidencial 614: Un traidor entre nosotros» Transcripción: «Kimitsu Jikō Roku Ichi Yon Shishi Shinchū Mushi» (en japonés: 機密事項六一四シシシンチュウムシ)                                  | Seo Hye-Jin                        | Rika Nezu      | 20 de abril de 2021       |
| 4   | «Archivo confidencial 099: Kuchinawa» Transcripción: «Kimitsu Jikō Zero Kyū Kyū Kuchinawa» (en japonés: 機密事項〇九九クチナワ)                                                                        | Masashi Nakamura                   | Kunihiko Okada | 27 de abril de 2021       |
| 5   | «Archivo confidencial 620: Como Dios» Transcripción: «Kimitsu Jikō Roku Ni Maru Kamu Nagara» (en japonés: 機密事項六二〇カムナガラ)                                                                    | Seo Hye-Jin                        | Rika Nezu      | 4 de mayo de 2021         |
| 6   | «Archivo confidencial 623: Amanecer» Transcripción: «Kimitsu Jikō Roku Ni San Shinonome» (en japonés: 機密事項六二三シノノメ)                                                                          | Ken Hagiwara                       | Kunihiko Okada | 11 de mayo de 2021        |
| 7   | «Archivo Confidencial 637: Una breve primavera» Transcripción: «Kimitsu Jikō Roku San Nana Tamayura no Haru» (en japonés: 機密事項六三七タマユラノハル)                                                | Masashi Nakamura                   | Rika Nezu      | 18 de mayo de 2021        |
| 8   | «Archivo confidencial 642: Crepúsculo» Transcripción: «Kimitsu Jikō Roku Yon Ni Ōmagatoki» (en japonés: 機密事項六四二オウマガトキ)                                                                    | Tadahito Matsubayashi              | Rika Nezu      | 25 de mayo de 2021        |
| 9   | «Archivo confidencial 668: El amor de un monstruo» Transcripción: «Kimitsu Jikō Roku Roku Hachi Sudama no Ai» (en japonés: 機密事項六六八スダマノアイ)                                                 | Ken Hagiwara                       | Kunihiko Okada | 1 de junio de 2021        |
| 10  | «Archivo confidencial 089: Estrella regente» Transcripción: «Kimitsu Jikō Maru Hachi Kyū Dai Zokushō» (en japonés: 機密事項〇八九ダイゾクショウ)                                                       | Masashi Nakamura                   | Rika Nezu      | 8 de junio de 2021        |
| 11  | «Archivo confidencial 701: Pasado y futuro» Transcripción: «Kimitsu Jikō Nana Maru Ichi Koshikata Yukusue» (en japonés: 機密事項七〇一コシカタユクスエ)                                                | Susumu KudōChigai OkadoSeo Hye-Jin | Kunihiko Okada | 15 de junio de 2021       |
| 12  | «Archivo confidencial 707: Un país dichoso gracias al poder de las palabras» Transcripción: «Kimitsu Jikō Nana Maru Nana Kotodama no Sakihafu Kuni» (en japonés: 機密事項七〇七コトダマノサキハフクニ) | Susumu Kudō                        | Rika Nezu      | 22 de junio de 2021       |